# Lipovec u Blanska

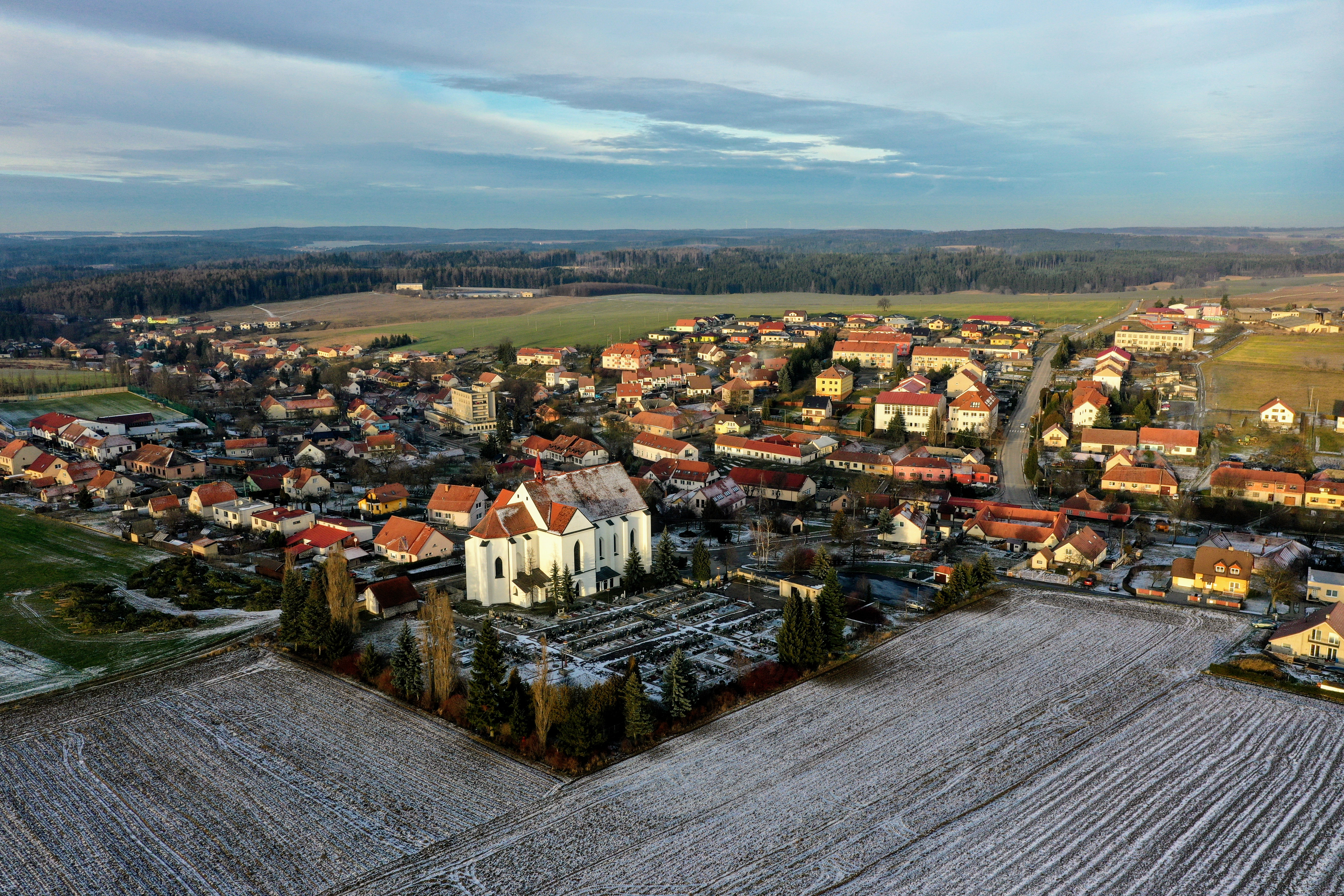
Ortsansicht

Lipovec (deutsch Lippowetz, auch Seibotschlag) ist eine Gemeinde in Tschechien. Sie liegt zwölf Kilometer östlich von Blansko und gehört zum Okres Blansko. Das Dorf wird auch mit dem Beinamen Tor zum Mährischen Karst bezeichnet.

## Geographie
Lipovec befindet sich am Rande des Mährischen Karst im Drahaner Bergland. Das Dorf erstreckt sich am Oberlauf des Baches Lipovecký potok. Gegen Norden liegt das Tal des Baches Bílá voda, der bei Holštejn im Ponor Nová Rasovna versickert. Westlich entspringt der Bach Lopač. Südlich erhebt sich der Kojál (600 m) und im Südwesten der Lopáč (560 m).
Nachbarorte sind Vysočany und Baldovec im Norden, Rozstání im Nordosten, Marianín und Kulířov im Osten, Krásensko im Südosten, Senetářov und Kotvrdovice im Süden, Krasová und Vilémovice im Südwesten, Ostrov u Macochy, Suchdol und Vavřinec im Westen sowie Sloup, Šošůvka und Holštejn im Nordwesten.

## Geschichte
Der Ort wurde wahrscheinlich in der Mitte des 13. Jahrhunderts im Zuge der Kolonisation der Gegend durch die Herren von Čeblovice als Waldhufendorf angelegt. Die ersten Siedler waren Deutsche. Erstmals urkundlich erwähnt wurde das zur Herrschaft Hohlenstein gehörige Dorf Zybothslag 1349 in der Landtafel bei der Eintragung des vor 1321 erfolgten Verkaufs des größten Teils der Herrschaft durch Čeněk von Leipa an Wok/Vok, der dem mährischen Geschlecht der Hrut entstammte und den eigenständigen Stamm der Herren von Holstein begründete. Die deutsche Besiedlung erlosch im 14. Jahrhundert. Als Wok II. von Holštejn 1371 in der Landtafel seine Güter eintragen ließ, wurde das Dorf bereits mit dem tschechischen Namen Lypowka bezeichnet. Sein Sohn Wok III. teilte die Güter noch zu Lebzeiten mit seinem Sohn Wok IV., der seinen Sitz auf Lipovec nahm und auch das Prädikat Wok von Lipovec gebrauchte. Wok IV. fiel 1420 in der Schlacht bei Vyšehrad. Während der Hussitenkriege wurde die Gegend verwüstet. 1437 verkaufte Wok V. die Herrschaft an Hynek von Waldstein. Später erwarb Wok V. zumindest einen Teil der Herrschaft zurück. 1455 verkaufte er den nördlichen Teil mit der Burg und dem Städtchen Holštejn, den Dörfern Ostrov und Lipovec sowie dem wüsten Dorf Housko an Půta von Sovinec auf Doubravice. 1474 erbten die Brüder Jindřich, Zikmund, Jan und Heralt von Sovinec und Doubravice die Güter. Sie verkauften den Besitz 1483 an Dobeš Černohorský von Boskowitz. Von ihm erwarb 1493 Hynek von Popůvek die Güter. Nach seinem Tod 1528 erbte seine Tochter Margarethe die Güter. 1531 heiratete sie Johann von Widbach und vier Jahre später in zweiter Ehe Oldřich Přepický von Rychmberk. Dieser verkaufte die Hohlensteiner Güter 1550 an Jan Dubčanský von Zdenín auf Habrovany. Von ihm erwarb 1567 Bernard Drnovský von Drnovec die Herrschaft Holštejn auf und schloss sie an Rájec an. Im Jahre 1600 brannte die Kirche in Lipovec nieder, sie wurde nach dem Dreißigjährigen Kriege 1650 wiederaufgebaut. Im Hufenregister von 1656 sind für Lipovec 37 Anwesen ausgewiesen, von denen zehn wüst lagen. Das Dorf hatte zu dieser Zeit ca. 220 Einwohner. Das Geschlecht Drnovský starb 1667 mit Johanka von Rogendorf gänzlich aus und die Besitzungen fielen ihren Sohn Johann Christian von Rogendorf zu. 1717 ließ Karl Ludwig von Rogendorf bei dem wüsten Städtchen Holštejn einen herrschaftlichen Hof errichten, dem auch Lipovec untertänig wurde. 1749 hatte das Dorf etwa 350 Einwohner. Die Reichsgrafen zu Rogendorf und Mollenburg besaßen die Herrschaft bis 1763. Danach erwarb Anton Josef Altgraf zu Salm-Reifferscheidt den Besitz. Lipovec bestand zu dieser Zeit aus 75 Häusern. Am 1. Mai 1785 in Lipovec eine Pfarre und Schule eingerichtet. Zuvor war das Dorf nach Jedovnice eingepfarrt. 1786 wurde unterhalb der Kirche das Pfarrhaus errichtet. Die Schule bezog 1804 ein eigenes Schulhaus. An der Stelle eines herrschaftlichen Hegerhauses entstand 1813 die Ansiedlung Mariánov/Mariendorf. Die Kaiserstraße nach Rozstání entstand 1815. Bei einem Großbrand wurden am 28. August 1822 zwölf Häuser des Dorfes sowie Kirche und das Pfarrhaus zerstört.
Nach der Aufhebung der Patrimonialherrschaften bildete Lipovec/Lippowetz mit dem Ortsteil Marianov/Mariendorf ab 1850 eine Gemeinde in der Bezirkshauptmannschaft Boskowitz. 1896 wurde in Lipovec ein Postamt eingerichtet. An der Straße nach Rozstání entstand 1899 ein neues Schulhaus, das einen vierklassigen Schulbetrieb ermöglichte. 1927 gründete sich eine Steinbruch-Gesellschaft, die Teile der Lipovecer Kalkbrüche betrieb und 1928 die Kalkbrennerei Velká dohoda errichtete. Später bildete sich eine weitere Gesellschaft, sie betrieb das Kalkwerk Malá dohodabei Holštejn. In der Höhle Michálka richtete die tschechoslowakische Armee 1936 ein unterirdisches Lager für Kampfgas ein. Während der deutschen Besetzung trug der Ort zwischen 1939 und 1945 den Namen Seibotschlag. 1940 erfolgte der Beschluss zur Erweiterung des Schießplatzes Wischau zu einem großen Truppenübungsplatz der Wehrmacht. Zu den 33 für die Errichtung des Truppenübungsplatzes Wischau zu räumenden Dörfern gehörte in der letzten Etappe bis 1944 zu realisierenden auch Lipovec. 1943 erfolgten die ersten Aussiedlungen und im selben Jahre begann das Unternehmen Lande mit der unterirdischen Waffenproduktion in der Höhle Michálka. Bis 1944 wurden 1084 der 1266 Einwohner von Lipovec gewaltsam auf 108 Orte ausgesiedelt. Lediglich 39 deutsche Familien konnten auf dem Gut verbleiben. Bis auf 49 Familien kehrten die meisten der Vertriebenen nach Kriegsende zurück. 1948 wurde die Gemeinde dem Okres Blansko zugeordnet. Auf dem Kojál entstand zwischen 1956 und 1958 ein Sendeturm für Fernsehen und Rundfunk. Lipovec ist Pfarrort für Holštejn, Kulířov und Marianín.

## Gemeindegliederung
Die Gemeinde Lipovec besteht aus den Ortsteilen Lipovec (Lippowetz) und Marianín (Mariendorf).

## Sehenswürdigkeiten
- neogotische Pfarrkirche Maria Wiegenfest, erbaut 1828–1842 anstelle der 1822 abgebrannten alten Kirche, wegen finanzieller Schwierigkeiten musste Hugo Franz Altgraf zu Salm-Reifferscheidt 1830 den Kirchenbau im Rohbau einstellen. 1839 wurden die Arbeiten wieder aufgenommen, die Weihe erfolgte am 8. September 1843
- Statue des hl. Johannes von Nepomuk vor der Kirche, ursprünglich befand sich die Skulptur in der Kapelle im Pfarrgarten, 1816 wurde sie an die Kurve an der Straße nach Sloup unterhalb des Pfarrhauses versetzt, seit 1975 befindet sie sich am heutigen Standort
- Betsäule am Hügel Člopek, sie wurde 1815 beim Bau der Straße nach Rozstání abgetragen und drei Jahre später am heutigen Standort wiedererrichtet
- mehrere Kreuze
- Naturdenkmal Černá skála, ehemaliger Steinbruch im Unterdorf
- Ponore V Plánivách, V Jedlích und U Domínky, westlich des Ortes
- Karsthöhlen Císařská, Ostrovská, Dagmar und Michálka, westlich von Lipovec im Trockental des Bílá voda
- Karsthöhlen Plánivy und Velká dohoda sowie Kalkbruch Velká dohoda nordwestlich des Dorfes
- Sendeturm Kojál